# キリストの埋葬 (ミケランジェロ)
『キリストの埋葬』（キリストのまいそう、伊: Deposizione di Cristo nel sepolcro）は、キリストの埋葬を主題とした未完成の板絵であり、現在、イタリアのルネサンス期の巨匠ミケランジェロ・ブオナローティに概ね帰属されている。1500年または1501年ごろに制作された。ロンドンのナショナル・ギャラリーは、本作を1868年にローマ在住のスコットランドの写真家、ロバート・マクファーソンから購入した。さまざまな相反する文書によれば、マクファーソンは、ナショナル・ギャラリーへ売却する約20年前にローマで本作を取得した。この作品は、『マンチェスターの聖母』、『聖家族』、そしておそらく『聖アントニウスの苦悩』と並んで、ミケランジェロに帰属される数少ない絵画のうちの一点である。

## 概要
画面中央には、右上にある岩の空白部分に描かれるはずであった墓への階段上を運ばれている死んだキリストの裸体が描かれている。
ミケランジェロの他の人物に見られる典型的な両性具有的描写により、人物たちをはっきりと識別することは困難である。イエスの背後にいる顎鬚を生やした年配の男性は、おそらく、キリストの墓として自分自身の墓を提供したアリマタヤのヨセフ、またはキリストを埋葬する準備の手伝いをしたニコデモである。赤橙色の長衣を着た左側の長髪の人物は、おそらく福音記者ヨハネである。足元にひざまずいている女性は、三人のマリアのうちの一人、おそらくマグダラのマリアである。ルーヴル美術館に所蔵されている、ひざまずいている女性の準備素描では、マグダラのマリアは茨の冠と三本の釘を持ち、裸体で描かれている。ルーヴル美術館はまた、立っている裸体男性の素描を所有しているが、それは聖ヨハネの習作であるのかもしれない。
右側の二人の人物が誰であるかは明らかになっていない。イエスの右側に立って聖ヨハネと共にイエスを支えている人物は、ニコデモであるのかもしれず、もう一人のマリア、おそらくマリア・クレオパなのかもしれない。右端の人物はマリア・サロメなのかもしれない。右下の大きな未完成部分は、ひざまずく聖母マリアの姿のためのスペースとして用意されていた。
何人かの人物が浮かんでいるように描かれているのは、絵画が下から見られることを意図しているということによって、ある程度、説明できるのかもしれない。それでも、右側でキリストを支えている人物の立ち位置の明らかな不合理性には、依然として問題が残る。
描かれていない聖母のマントなど未完成の部分が多いのは、粉末のラピスラズリから作られる高価な顔料、ウルトラマリンブルーを大量に必要としていたからであろう。ウルトラマリンブルーの不足が絵画の完成を遅らせていた可能性があり、未完成となった原因であるのかもしれない。しかし、それが事実だとしても、ミケランジェロがウルトラマリンブルーを必要としない絵画の他の多くの部分を、なぜ完成するにいたらなかったのかということの説明にはならない。
構図は革新的なものである。典型的な埋葬を主題とした絵画では、画面と水平にキリストの身体が描かれるからである。とはいえ、画面と垂直にキリストの身体が描かれる、ミケランジェロ以前の作例が本作に影響を与えた可能性もある。そうした作例の中には、1438年から1440年の間に制作された、フラ・アンジェリコの『サン・マルコ祭壇画』のプレデッラ（裾絵）である『キリストの埋葬』、およびドメニコ・ギルランダイオの『墓の前の死せるキリスト』がある。キリストの直立した姿勢は、差し迫った復活と、聖体の祝典において聖体のパンを持ち上げることを暗示しているのかもしれない。作品が未完成の状態であることにより、ミケランジェロの絵画技法が明らかになっている。たとえばラファエロやレオナルドのように、作品全体の下絵を描いてから細部を追加するのではなくフレスコ画やテンペラ画の方法で作品を部分ごとに順番に仕上げていくのである。また、ミケランジェロが削り取った絵具の部分、たとえば岩の部分も明らかになっている。
作品は、1650年代までにはファルネーゼ家のコレクションに含まれていたが、ローマの他のいくつかのコレクションに所有された後、ロバート・ターンブル・マクファーソンにより購入された。1864年には、ドイツの画家ペーター・フォン・コルネリウスとフリードリッヒ・オーバーベックによりミケランジェロに帰属された。当初、ミケランジェロへの帰属は否定され、いわゆる「マンチェスターの聖母の画家」に帰属されたが、『マンチェスターの聖母』自体、後にミケランジェロに帰属された経緯がある。

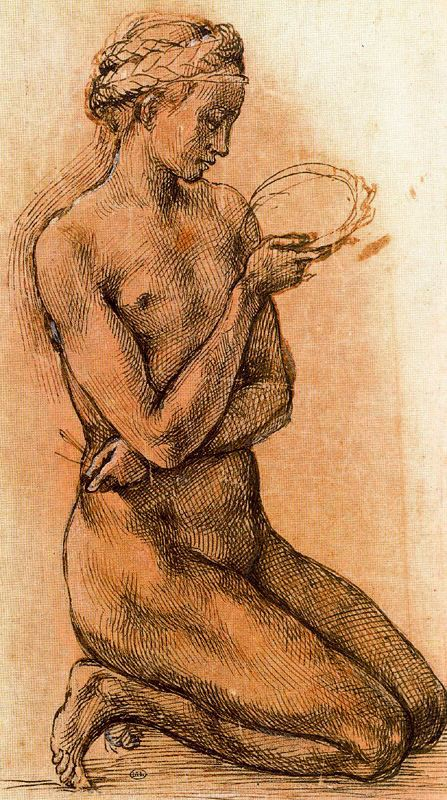
ミケランジェロ、ひざまずく女性の素描、ルーヴル美術館
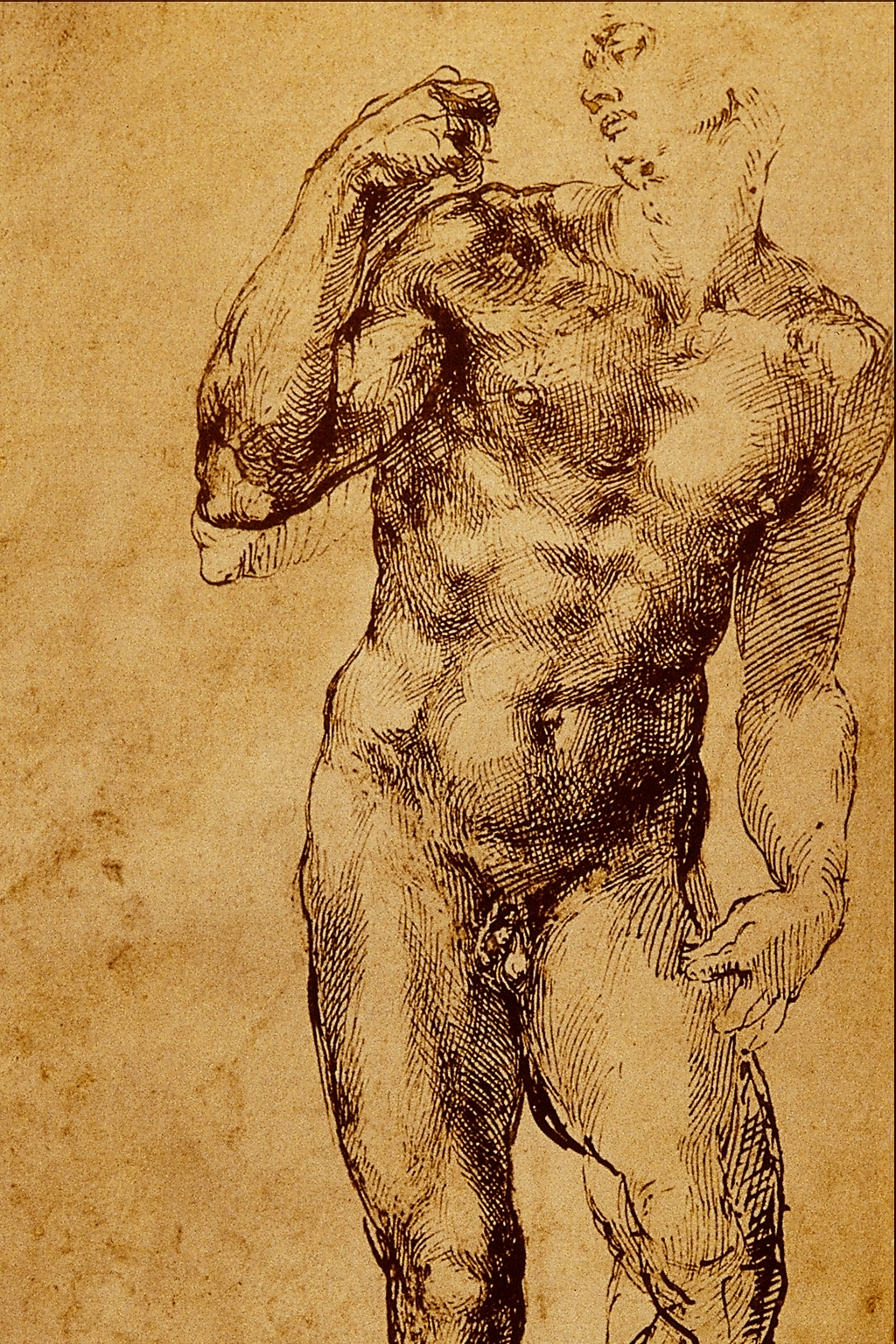
ミケランジェロ、立っている男の素描、ルーヴル美術館
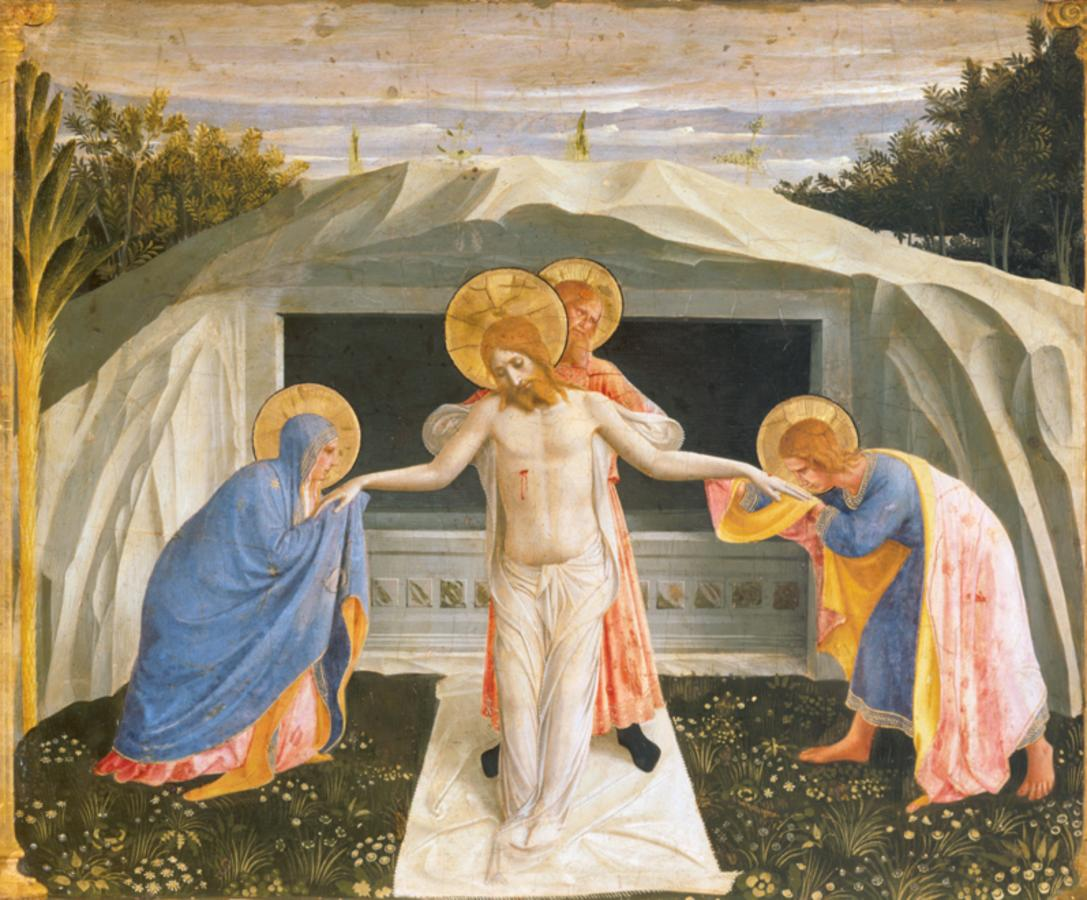
フラ・アンジェリコ 、『キリストの埋葬』のプレデッラ、1438-1440、 アルテ・ピナコテーク (ミュンヘン)
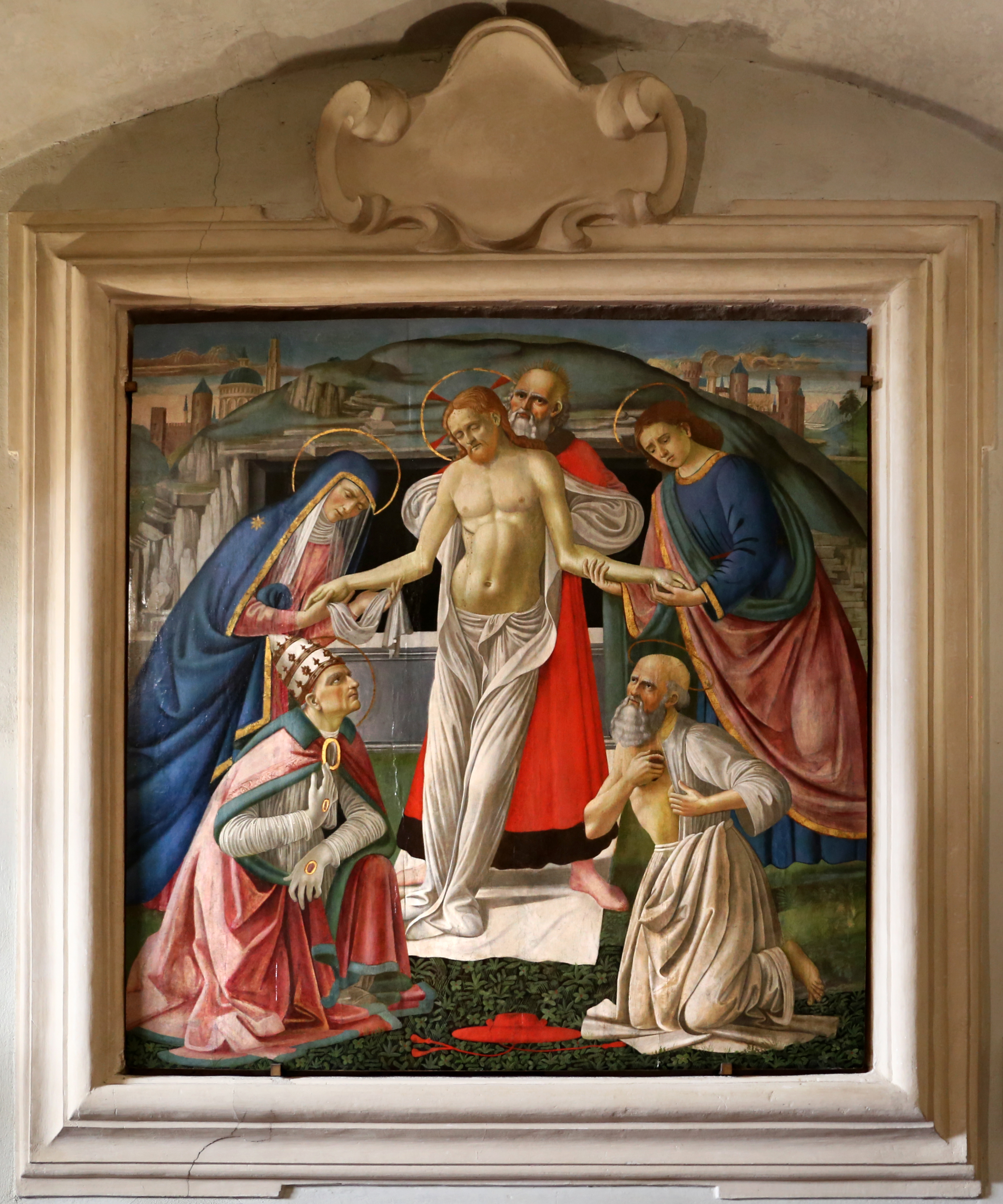
ドメニコ・ギルランダイオの工房、『墓の前の死せるキリスト』、1485年ごろ、バディア・ア・セッティモ

## 歴史
作品の制作年は、一般的にミケランジェロの初期の時代に位置づけられているが、いくらか論争の的となっている。作品がミケランジェロの弟子の一人によって、ミケランジェロの素描から制作されたという専門家もいる一方、ミケランジェロ作品の直接の模写であった可能性もあると信じている専門家もいる。
1981年に発見された文書によると、ミケランジェロは1500年にローマのサンタゴスティーノ教会の葬式礼拝堂用に板絵を描くように依頼されたものの、最終的に受け取った金額を返却した。本作は、1501年にミケランジェロがフィレンツェに戻ったときに未完成のままだった『埋葬』であった可能性がある。主題はピエタ (キリストの哀悼) に捧げられた礼拝堂にふさわしく、絵画の配置される位置では、絵画の場面のように左方向から光に照らされる。ナショナル・ギャラリーの図録にある作品解説によると、ミケランジェロは、『ダビデ像』となる大理石の大きな塊を確保するためにフィレンツェを出発し、1501年にダビデ像を引き受けたため、本作は未完成になった。